# Star-Club

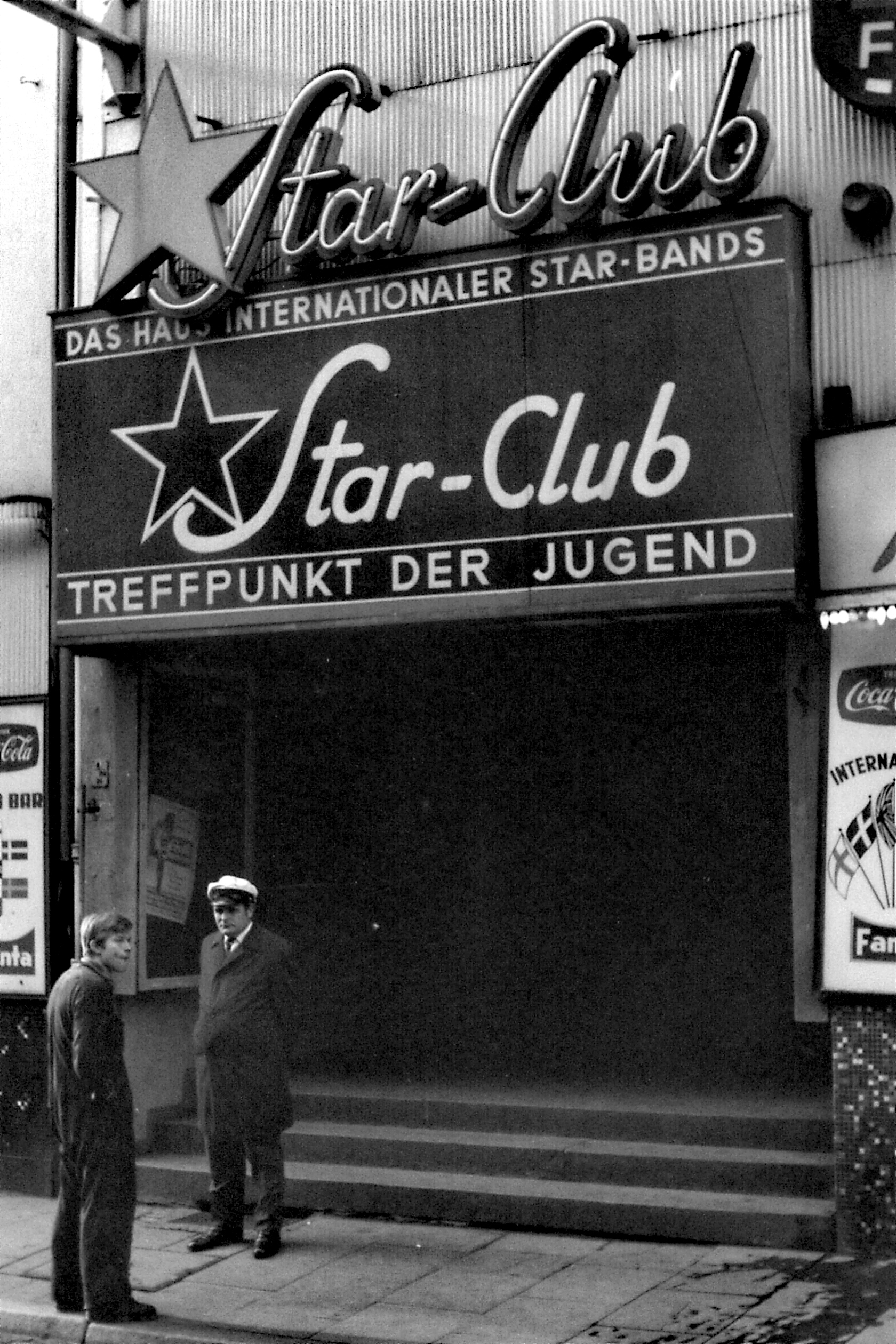
Entrén till Star-Club 1968.

Star-Club var en musikklubb i Hamburg, som öppnade 13 April 1962 på adressen Große Freiheit 39 i stadsdelen St. Pauli. Den stängdes för gott 31 december 1969. Under 1960-talet framträdde där en stor mängd framträdande artister såsom Jerry Lee Lewis, Little Richard, Jimi Hendrix, Jerry Williams och Cream och många fler.
För eftervärlden torde Star-Club vara mest känt som ett av de ställen i Hamburg som gav Beatles en knuff i deras karriär, strax innan de på allvar slog hemma i Storbritannien. De spelade på Star-Club mellan 13 april och 31 maj 1962, och kom igen för en annan räcka uppträdanden den 1 november samma år. Beatles sista framträdande på Star-Club gjordes den 31 december 1962. Framträdandet spelades in på en vanlig bandspelare, och inspelningen släpptes på skiva 1977 under namnet Live at the Star Club: 1962.